# فرعةدعوس (المحفد)

تعديل مصدري - تعديل

فرعة دعوس هي إحدى قرى عزلة المحفد بمديرية المحفد التابعة لمحافظة أبين، بلغ تعداد سكانها 192 نسمة حسب تعداد اليمن لعام 2004.